# Calciomercato
Nel calcio professionistico, il calciomercato è l'insieme delle trattative contrattuali atte a definire il trasferimento di un calciatore da una squadra ad un'altra.

## Tipologie
- Trasferimento a titolo definitivo: un calciatore viene acquistato da una squadra che, in cambio, corrisponde un importo economico deciso dalla controparte.[2]
- Trasferimento a titolo temporaneo (prestito): un calciatore viene acquistato da una squadra per un determinato periodo di tempo, solitamente semestrale o annuale; alla scadenza di questo intervallo temporale, la squadra ha la possibilità di acquistare il calciatore in via definitiva tramite il pagamento di un importo economico stabilito precedentemente.[3]

Nel calcio italiano e sudamericano era presente, fino al 2015, il trasferimento a titolo compartecipativo (comproprietà), che consisteva nell'acquisizione della metà del "cartellino" di un calciatore per un determinato periodo di tempo e permetteva alle squadre coinvolte di accordarsi sul prezzo tramite il quale acquisire anche l'altra metà; qualora non fossero riuscite a giungere ad un accordo comune, le due squadre si contendevano la compravendita del calciatore tramite un sistema di aste con offerte in busta chiusa.

## Sessioni
Alle squadre europee è permesso effettuare operazioni di calciomercato solamente nelle due sessioni ufficiali: una estiva (dal 1º luglio al 1º settembre) ed una invernale (dal 1º gennaio al 1º febbraio).
In precedenza, sino alla fine del ventesimo secolo, la finestra invernale era calendarizzata dal 1º ottobre al 1º dicembre.
Nell'ambito del calcio italiano, nei primi decenni del Novecento erano in vigore le "liste di trasferimento", ossia elenchi pubblicati che indicavano i calciatori autorizzati a cambiare squadra per la stagione successiva. Queste pubblicazioni erano fondamentali per regolamentare i trasferimenti dei giocatori, poiché solo coloro inclusi in queste liste potevano essere ingaggiati da altre società.

## Critiche
Nel corso degli anni non sono mancate, soprattutto da parte di presidenti e allenatori, critiche relative al fatto che la sessione estiva di calciomercato fosse ancora aperta all'inizio della stagione sportiva; questa circostanza ha spesso creato problemi nella composizione e nella gestione delle squadre.
Per quanto riguarda il calcio italiano, nell'estate del 2018 la FIGC aveva deciso di fissare il termine delle operazioni alla vigilia della partenza dei campionati; tuttavia la scelta ha rappresentato l'unico caso in tal senso, dato che nel 2019 si è tornati alla situazione precedente.

## Limitazioni
Durante gli anni duemiladieci, per porre un freno a trasferimenti eccessivi dal punto di vista economico, la UEFA ha varato il fair play finanziario.

## Curiosità
Nel 1913 l'Andrea Doria si vede sottrarre Enrico Sardi e Aristodemo Santamaria dal Genoa che offrì ai due calciatori uno stipendio totale di 3 000 lire; il fatto scatenò polemiche in quanto i due calciatori furono accusati di professionismo, attività severamente vietata all'epoca, tanto che i rossoblù finirono sotto processo essendo stati scoperti proprio da un socio doriano. Il presidente George Davidson non recesse tuttavia dai suoi metodi, ma anzi rilanciò alla grande sottraendo al Milan il giovane Renzo De Vecchi offrendogli uno stipendio di 24 000 lire.